# Gösta Åberg (redaktör)
Gösta Åberg, född 19 juli 1927 i Stensele, Västerbottens län, död 29 november 2018 i Stockholm, var en svensk förlagsredaktör, bokförläggare och författare.
Åberg hade en filosofie kandidatexamen i musikforskning, litteraturhistoria och engelska. Han var verksam inom bokbranschen sedan 1954 och inledde sin karriär genom att vara redaktör på årsboken När Var Hur. År 1959 tog han anställning på Bokförlaget Prisma, där han också var vd mellan åren 1973 och 1979. Därefter drev han förlaget Hammarström & Åberg tillsammans med sin hustru Stina Hammarström fram till 1991.
Som författare var Åberg inte minst känd för sina böcker om skrivregler och språkriktighet, däribland Handbok i svenska (2001) och Första hjälpen i svenska (2004).